# 北一色駅
北一色駅（きたいしきえき）は、岐阜県岐阜市北一色8丁目にあった名古屋鉄道美濃町線の駅（停留場）。起点の徹明町駅から続いた併用軌道区間は当駅で終わり、専用軌道区間に入る。
2005年4月1日、美濃町線の廃線にともない廃駅となった。

## 歴史
美濃町線の前身である美濃電気軌道の駅として1911年に開業した。北一色には歩兵第68連隊の兵営が置かれ、当駅も開業時は兵営前駅（へいえいまええき）と称していた。休日には美濃町線を利用して岐阜市街地へ向かう兵隊の姿も見られたという。駅名は1941年に北一色駅に改称されている。
- 1911年（明治44年）2月11日 - 美濃電気軌道の神田町駅（のちの岐阜柳ヶ瀬駅） - 上有知駅（のちの美濃駅）間の開通と同時に兵営前駅として開業[3]。
- 1930年（昭和5年）8月20日 - 美濃電気軌道が名古屋鉄道（初代。同年中に名岐鉄道に改称し、1935年より名古屋鉄道に再改称）に合併。同社の美濃町線の駅となる[3]。
- 1941年（昭和16年）2月10日 - 北一色駅と改称[3]。
- 1970年（昭和45年）6月25日 - 東に70m移設し棒線化[4]。
- 2005年（平成17年）4月1日 - 美濃町線の廃止により廃駅[5]。

## 駅構造
単式1面1線の乗り場を持っていた。徹明町駅発と名鉄岐阜駅発の列車が続行運転を行うため、乗り場の長さは2両分あった。県道（岐阜県道92号岐阜巣南大野線）上の道路内で、安全地帯はなく「グリーンベルト」と称して路面を緑色に塗装してあるのみである。
かつては少し競輪場前寄りにあり行き違いの設備を有していた。しかし道幅が狭かっため、美濃町線が名鉄岐阜駅までの直通運転を開始した1970年に廃され、代わりに隣の野一色駅が列車交換可能駅になった。
駅前に北一色幹事区が置かれ、乗務員の交代も行われていたが、幹事区の廃止とともに駅舎も廃止された。また、交換設備があった頃には北一色折り返しの電車が多数設定されていて、市内電車として機能していた。

### 配線図
| ← 徹明町方面 | 北一色駅 構内配線略図 | → 日野橋方面 |
| 凡例 出典:   |                       |              |

## 駅周辺
岐阜県道92号岐阜巣南大野線と岐阜県道205号長森各務原線が分かれる交差点の先に位置していた。
- 岐阜県老人デイサービスセンター

## 隣の駅
名古屋鉄道
美濃町線
競輪場前駅 - 北一色駅 - 野一色駅